# 브렌던 콜드웰
브렌던 콜드웰(Brendan Cauldwell, 1922년 10월 25일 ~ 2006년 1월 12일)은 아일랜드의 영화배우, 텔레비전 배우이다.
더블린에서 태어났으며 2006년 더블린에서 83세의 나이로 사망하였다.

## 영화
- 헤일로우 이펙트 (2004년)
- 작은 영웅들 (1994년)
- 파 앤드 어웨이 (1992년)
- 페어 시티 (1988년)
- 젊은 예술가의 초상 (1977년)